# Pectinopygus carunculatus
Pectinopygus carunculatus är en insektsart som beskrevs av Günter Timmermann 1964. Pectinopygus carunculatus ingår i släktet Pectinopygus och familjen fjäderlöss. Inga underarter finns listade i Catalogue of Life.